# BM Barakaldo
BM Barakaldo är en spansk handbollsklubb från Baracaldo i provinsen Biscaya, Baskien, bildad 1979. Klubben har tre gånger vunnit Spaniens näst högsta division, División de Plata: 1995, 1998 och 2001.

## Spelare i urval
- Henrik Larsson (2004)
- Kristoffer Sandström (2004–2005)